# Plavání na mistrovství světa v plaveckých sportech 1975
Závody v plavání v olympijském 50 m bazénu na mistrovství světa v plaveckých sportech za rok 1975 proběhly v Cali, Kolumbie ve dnech 19. až 27. července 1975.

## Výsledky

### Individuální disciplíny
| Muži                 | Zlato                      | Zlato    | Stříbro                    | Stříbro  | Bronz                      | Bronz    |
| -------------------- | -------------------------- | -------- | -------------------------- | -------- | -------------------------- | -------- |
| 100 m volný způsob   | Andrew Coan (USA)          | 51,25    | Vladimir Bure (URS)        | 51,32    | James Montgomery (USA)     | 51,44    |
| 200 m volný způsob   | Timothy Shaw (USA)         | 1:51,04  | Bruce Furniss (USA)        | 1:51,72  | Brian Brinkley (GBR)       | 1:53,56  |
| 400 m volný způsob   | Timothy Shaw (USA)         | 3:54,88  | Bruce Furniss (USA)        | 3:57,71  | Frank Pfütze (GDR)         | 4:01,10  |
| 1500 m volný způsob  | Timothy Shaw (USA)         | 15:28,92 | Brian Goodell (USA)        | 15:39,00 | David Parker (GBR)         | 15:58,21 |
| 100 m znak           | Roland Matthes (GDR)       | 58,15    | John Murphy (USA)          | 58,34    | Melvin Nash (USA)          | 58,38    |
| 200 m znak           | Zoltán Verrasztó (HUN)     | 2:05,05  | Mark Tonelli (AUS)         | 2:05,78  | Paul Hove (USA)            | 2:06,49  |
| 100 m motýlek        | Gregory Jagenburg (USA)    | 55,63    | Roger Pyttel (GDR)         | 56,04    | William Forrester (USA)    | 56,07    |
| 200 m motýlek        | William Forrester (USA)    | 2:01,95  | Roger Pyttel (GDR)         | 2:02,22  | Brian Brinkley (GBR)       | 2:02,47  |
| 100 m prsa           | David Wilkie (GBR)         | 1:04,26  | Nobutaka Taguči (JPN)      | 1:05,04  | David Leigh (GBR)          | 1:05,32  |
| 200 m prsa           | David Wilkie (GBR)         | 2:18,23  | Richard Colella (USA)      | 2:21,60  | Nikolaj Pankin (URS)       | 2:21,75  |
| 200 m polohový závod | András Hargitay (HUN)      | 2:07,72  | Steven Furniss (USA)       | 2:07,75  | Andrej Smirnov (URS)       | 2:08,52  |
| 400 m polohový závod | András Hargitay (HUN)      | 4:32,57  | Andrej Smirnov (URS)       | 4:35,64  | Hans-Joachim Geisler (FRG) | 4:36,40  |
| Ženy                 | Zlato                      | Zlato    | Stříbro                    | Stříbro  | Bronz                      | Bronz    |
| 100 m volný způsob   | Kornelia Enderová (GDR)    | 56,60    | Shirley Babashoffová (USA) | 57,81    | Enith Brigithaová (NED)    | 58,20    |
| 200 m volný způsob   | Shirley Babashoffová (USA) | 2:02,50  | Kornelia Enderová (GDR)    | 2:02,69  | Enith Brigithaová (NED)    | 2:03,92  |
| 400 m volný způsob   | Shirley Babashoffová (USA) | 4:16,87  | Jennifer Turrallová (AUS)  | 4:17,88  | Kathryn Heddyová (USA)     | 4:18,03  |
| 800 m volný způsob   | Jennifer Turrallová (AUS)  | 8:44,75  | Heather Greenwoodová (USA) | 8:48,88  | Shirley Babashoffová (USA) | 8:53,22  |
| 100 m znak           | Ulrike Richterová (GDR)    | 1:03,30  | Birgit Treiberová (GDR)    | 1:04,34  | Nancy Garapicková (CAN)    | 1:04,73  |
| 200 m znak           | Birgit Treiberová (GDR)    | 2:15,46  | Nancy Garapicková (CAN)    | 2:16,09  | Ulrike Richterová (GDR)    | 2:18,76  |
| 100 m motýlek        | Kornelia Enderová (GDR)    | 1:01,24  | Rosemarie Kotherová (GDR)  | 1:01,80  | Camille Wrightová (USA)    | 1:02,79  |
| 200 m motýlek        | Rosemarie Kotherová (GDR)  | 2:13,82  | Valerie Leeová (USA)       | 2:14,89  | Gabriele Wuscheková (GDR)  | 2:15,96  |
| 100 m prsa           | Hannelore Ankeová (GDR)    | 1:12,72  | Wijda Mazereeuwová (NED)   | 1:14,29  | Marcia Moreyová (USA)      | 1:15,00  |
| 200 m prsa           | Hannelore Ankeová (GDR)    | 2:37,25  | Wijda Mazereeuwová (NED)   | 2:37,50  | Karla Linkeová (GDR)       | 2:38,28  |
| 200 m polohový závod | Kathryn Heddyová (USA)     | 2:19,80  | Ulrike Tauberová (GDR)     | 2:20,40  | Angela Frankeová (GDR)     | 2:20,61  |
| 400 m polohový závod | Ulrike Tauberová (GDR)     | 4:52,76  | Karla Linkeová (GDR)       | 4:57,83  | Kathryn Heddyová (USA)     | 5:00,46  |

### Štafety
| Muži                   | Zlato | Zlato   | Stříbro | Stříbro | Bronz | Bronz   |
| ---------------------- | --- | ------- | --- | ------- | --- | ------- |
| 4×100 m volný způsob   | USA (USA) (Bruce Furniss, James Montgomery, Andrew Coan, John Murphy, (r)Melvin Nash, (r)Robin Backhaus, (r)Timothy McDonnell, (r)Joseph Bottom)   | 3:24,85 | Západní Německo (FRG) (Klaus Steinbach, Dirk Braunleder, Kersten Meier, Peter Nocke)                                                                                        | 3:29,55 | Itálie (ITA) (Roberto Pangaro, Paolo Barelli, Claudio Zei, Marcello Guarducci)                                                     | 3:31,85 |
| 4×200 m volný způsob   | Západní Německo (FRG) (Klaus Steinbach, Werner Lampe, Hans-Joachim Geisler, Peter Nocke, (r)Folkert Meeuw)                                         | 7:39,44 | Spojené království (GBR) (Alan McClatchey, Brian Brinkley, Gary Jameson, Gordon Downie)                                                                                     | 7:42,55 | Sovětský svaz (URS) (Alexandr Samsonov, Anatolij Rybakov, Viktor Aboimov, Andrej Krylov, (r)Vladimir Michejev, (r)Andrej Bogdanov) | 7:43,58 |
| 4×100 m polohový závod | USA (USA) (John Murphy, Richard Colella, Gregory Jagenburg, Andrew Coan, (r)Melvin Nash, (r)Richard Bohan, (r)William Forrester, (r)Joseph Bottom) | 3:49,00 | Západní Německo (FRG) (Klaus Steinbach, Walter Kusch, Michael Kraus, Peter Nocke, (r)Bodo Schlag, (r)Peter Lang, (r)Lutz Stoklasa, (r)Dirk Braunleder)                      | 3:51,85 | Spojené království (GBR) (James Carter, David Wilkie, Brian Brinkley, Gordon Downie, (r)Stephen Nash)                              | 3:52,80 |
| Ženy                   | Zlato | Zlato   | Stříbro | Stříbro | Bronz | Bronz   |
| 4×100 m volný způsob   | Východní Německo (GDR) (Kornelia Enderová, Barbara Krauseová, Claudia Hempelová, Ute Brücknerová, (r)Marina Janková, (r)Birgit Treiberová)         | 3:49,37 | USA (USA) (Kathryn Heddyová, Karen Reeserová, Kelly Rowellová, Shirley Babashoffová, (r)Bonnie Brownová, (r)Jill Symonsová)                                                 | 3:50,74 | Kanada (CAN) (Gail Amundrudová, Jill Quirková, Shannon Smithová, Anne Jardinová, (r)Barbara Clarková)                              | 3:53,37 |
| 4×100 m polohový závod | Východní Německo (GDR) (Ulrike Richterová, Hannelore Ankeová, Rosemarie Kotherová, Kornelia Enderová, (r)Claudia Hempelová)                        | 4:14,74 | USA (USA) (Linda Jezeková, Marcia Moreyová, Camille Wrightová, Shirley Babashoffová, (r)Tauna Vandewegheová, (r)Kimberley Dunsonová, (r)Jill Symonsová, (r)Kelly Rowellová) | 4:20,47 | Nizozemsko (NED) (Paula van Elijková, Wijda Mazereeuwová, José Damenová, Enith Brigithaová)                                        | 4:21,45 |

## Medailová bilance
V plavání se rozdělilo celkem 29 sad medailí.
| Pořadí | Stát                            |       | Muži    | Muži  | Muži  |         | Ženy  | Ženy  | Ženy    |       | Muži + Ženy | Muži + Ženy | Muži + Ženy | Celkem |
| Pořadí | Stát                            | Zlato | Stříbro | Bronz | Zlato | Stříbro | Bronz | Zlato | Stříbro | Bronz |             |             |             | Celkem |
| ------ | ------------------------------- | ----- | ------- | ----- | ----- | ------- | ----- | ----- | ------- | ----- | ----------- | ----------- | ----------- | ------ |
| 1.     | USA (USA)                       |       | 8       | 6     | 4     |         | 3     | 5     | 5       |       | 11          | 11          | 9           | 31     |
| 2.     | Východní Německo (GDR)          |       | 1       | 2     | 1     |         | 10    | 5     | 4       |       | 11          | 7           | 5           | 23     |
| 3.     | Maďarská lidová republika (HUN) |       | 3       | 0     | 0     |         | 0     | 0     | 0       |       | 3           | 0           | 0           | 3      |
| 4.     | Spojené království (GBR)        |       | 2       | 1     | 5     |         | 0     | 0     | 0       |       | 2           | 1           | 5           | 8      |
| 5.     | Západní Německo (FRG)           |       | 1       | 2     | 1     |         | 0     | 0     | 0       |       | 1           | 2           | 1           | 4      |
| 6.     | Austrálie (AUS)                 |       | 0       | 1     | 0     |         | 1     | 1     | 0       |       | 1           | 2           | 0           | 3      |
| 7.     | Sovětský svaz (URS)             |       | 0       | 2     | 3     |         | 0     | 0     | 0       |       | 0           | 2           | 3           | 5      |
| 7.     | Nizozemsko (NED)                |       | 0       | 0     | 0     |         | 0     | 2     | 3       |       | 0           | 2           | 3           | 5      |
| 9.     | Kanada (CAN)                    |       | 0       | 0     | 0     |         | 0     | 1     | 2       |       | 0           | 1           | 2           | 3      |
| 10.    | Japonsko (JPN)                  |       | 0       | 1     | 0     |         | 0     | 0     | 0       |       | 0           | 1           | 0           | 1      |
| 11.    | Itálie (ITA)                    |       | 0       | 0     | 1     |         | 0     | 0     | 0       |       | 0           | 0           | 1           | 1      |
| Celkem | Celkem                          |       | 15      | 15    | 15    |         | 14    | 14    | 14      |       | 29          | 29          | 29          | 87     |